# 마우렌

마우렌의 위치

마우렌(독일어: Mauren)은 리히텐슈타인의 북쪽에 있는 자치구이다. 1178년의 문서에서 처음으로 Muron이라고 칭해졌다. 이 곳에는 리히텐슈타인의 교육자이자 사학자인 페터 카이저(Peter Kaiser, 1793년 ~ 1864년)의 기념탑이 있다. 마우렌 자치구에는 대략 3,700명이 거주하고 있다.

시기
시 문장